# Angelo Participazio
Angelo Participazio was doge van Venetië van 811 tot 827.

## Levensloop
Angelo Participazio is de stichter van het Huis Partecipazio, die afkomstig waren van Eraclea. Hij wordt beschouwd als de stichter van de huidige stad Venetië, met name de sestiere San Marco en zijn Castello.
Met de Vrede van Aken (812) werd hij erkend door zowel de Byzantijnse keizer Michaël I Rangabe en de Frankische keizer Karel de Grote als de doge van Venetië, maar onder de invloedssfeer van Byzantium. De grenzen met het Koninkrijk Italië werden gedefinieerd. De rechten om vrijelijk op de Adriatische Zee te varen werden erkend.
Angelo werd opgevolgd door zijn oudste zoon Giustiniano Participazio.